# Peacemaker (Universo extendido de DC)
Christopher "Chris" Smith, también conocido como Peacemaker, es un personaje y antihéroe ficticio en las franquicias Universo extendido de DC (DCEU) y Universo DC (DCU), basado en el personaje de Charlton / DC Comics del mismo nombre. Adaptado por el escritor y director James Gunn, es interpretado por John Cena. Smith es presentado como un justiciero que tiene como objetivo lograr la paz a toda costo, lo que resulta en una sentencia de prisión de 30 años en la Penitenciaría de Belle Reve. La directora de la instalación y de la agencia A.R.G.U.S., Amanda Waller, se le acerca para unirse a un equipo de ataque llamado Fuerza Especial X, también conocido como Suicide Squad (Escuadrón Suicida, en español), compuesto por otros reclusos en una misión de infiltración en ruta a la remota isla de Corto Maltese. Al volverse contra sus compañeros de equipo, en secreto bajo las órdenes de Waller, y quedar incapacitado durante la misión, A.R.G.U.S. lo cuida hasta que recupera la salud y ella lo envía a otra misión inmediatamente después; ahora tiene la tarea de acompañar a un grupo de exalumnos de A.R.G.U.S. a prevenir una epidemia mundial clasificada como "Proyecto Butterfly".
A partir de 2022, el personaje es una figura central en los medios de DC, habiendo aparecido en dos proyectos hasta el momento: el largometraje The Suicide Squad (2021) y la primera temporada de la serie de televisión homónima de HBO Max, Peacemaker, ambos ambientados en el DCEU. El personaje está listo para regresar en la segunda temporada de este último programa, ambientada en el reiniciado DCU.

## Desarrollo y ejecución de personajes.

### Antecedentes
En octubre de 2018, James Gunn fue contratado por Warner Bros. para escribir y dirigir una secuela planificada de la película Suicide Squad (2016) del Universo extendido de DC (DCEU), después de haber sido despedido de Walt Disney Studios Motion Pictures como escritor / director de la película Guardianes de la Galaxia Vol. 3 del Universo Cinematográfico de Marvel (MCU) (2023), a la luz de una serie de tuits controvertidos que había hecho muchos años antes por los que luego se disculparía. Si bien Disney y Marvel Studios lo reinstalarían casi de inmediato luego de su contratación por parte de Warner Bros. & DC Films, su compromiso con este último estudio significó que la producción del Vol. 3 tendría que retrasarse significativamente para adaptarse a sus proyectos con DC, con el presidente de Marvel Studios, Kevin Feige, alentando a Gunn a hacer "una gran película" durante una discusión sobre su priorización del último proyecto, y adelantando la fecha de inicio de producción para el película anterior en 2021.

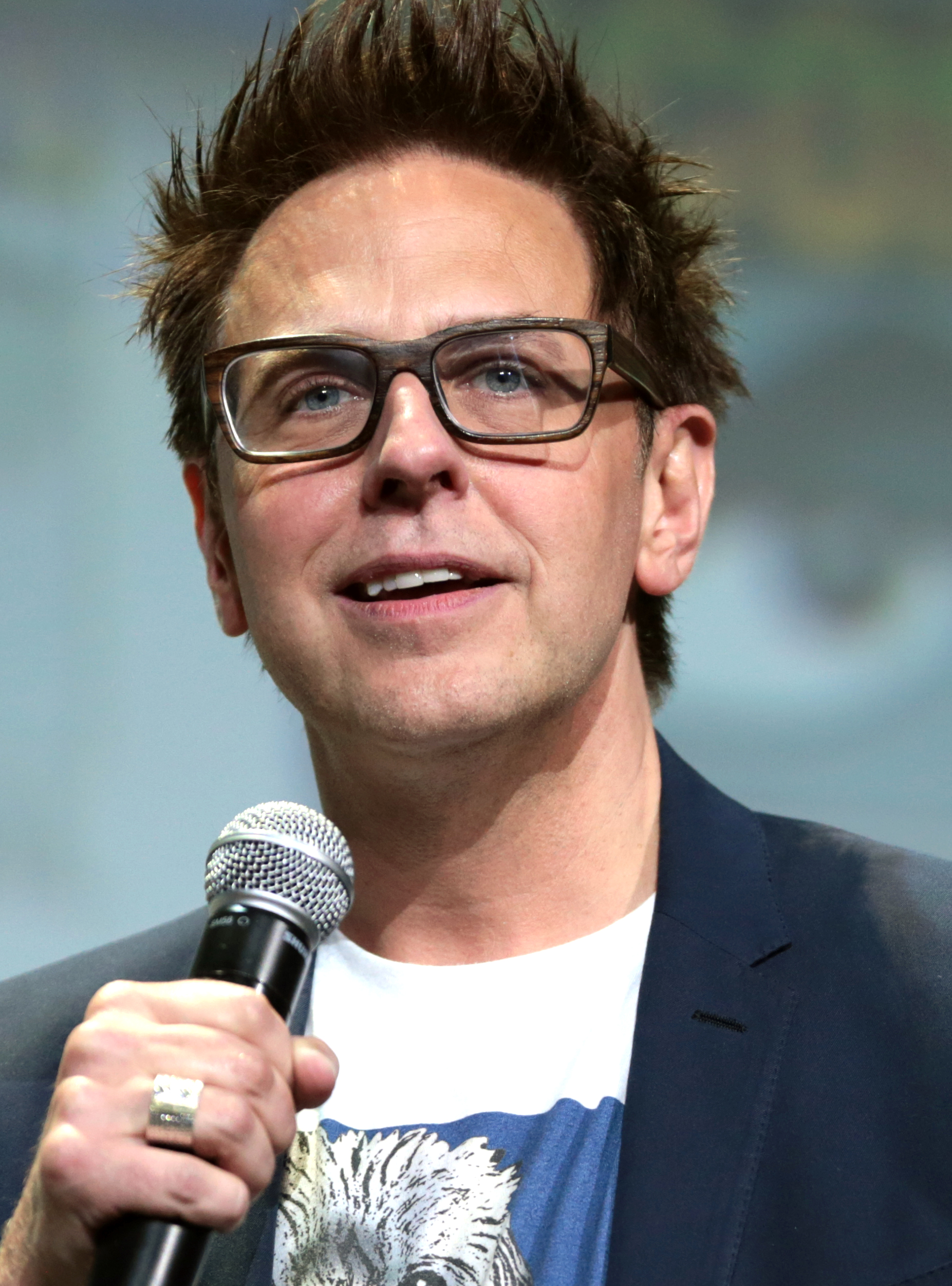
James Gunn, escritor/director de The Suicide Squad (2021) y creador de la serie de HBO Max Peacemaker (2022-presente).

La película Suicide Squad de Gunn, finalmente titulada The Suicide Squad, tenía la intención de actuar como un relanzamiento de la IP y los personajes en lugar de una secuela directa de la película anterior dirigida por David Ayer, que llevaría la franquicia en una nueva dirección. y cuentan con un elenco en gran parte nuevo. Roven y Peter Safran se establecieron como productores, con Zack Snyder y Deborah Snyder como productores ejecutivos. Safran había presionado a Gunn para que asumiera el proyecto, sintiendo que no había mejor director que él para "reunir a un grupo dispar de forasteros en una misión".

### Adaptación de Peacemaker al cine y la televisión

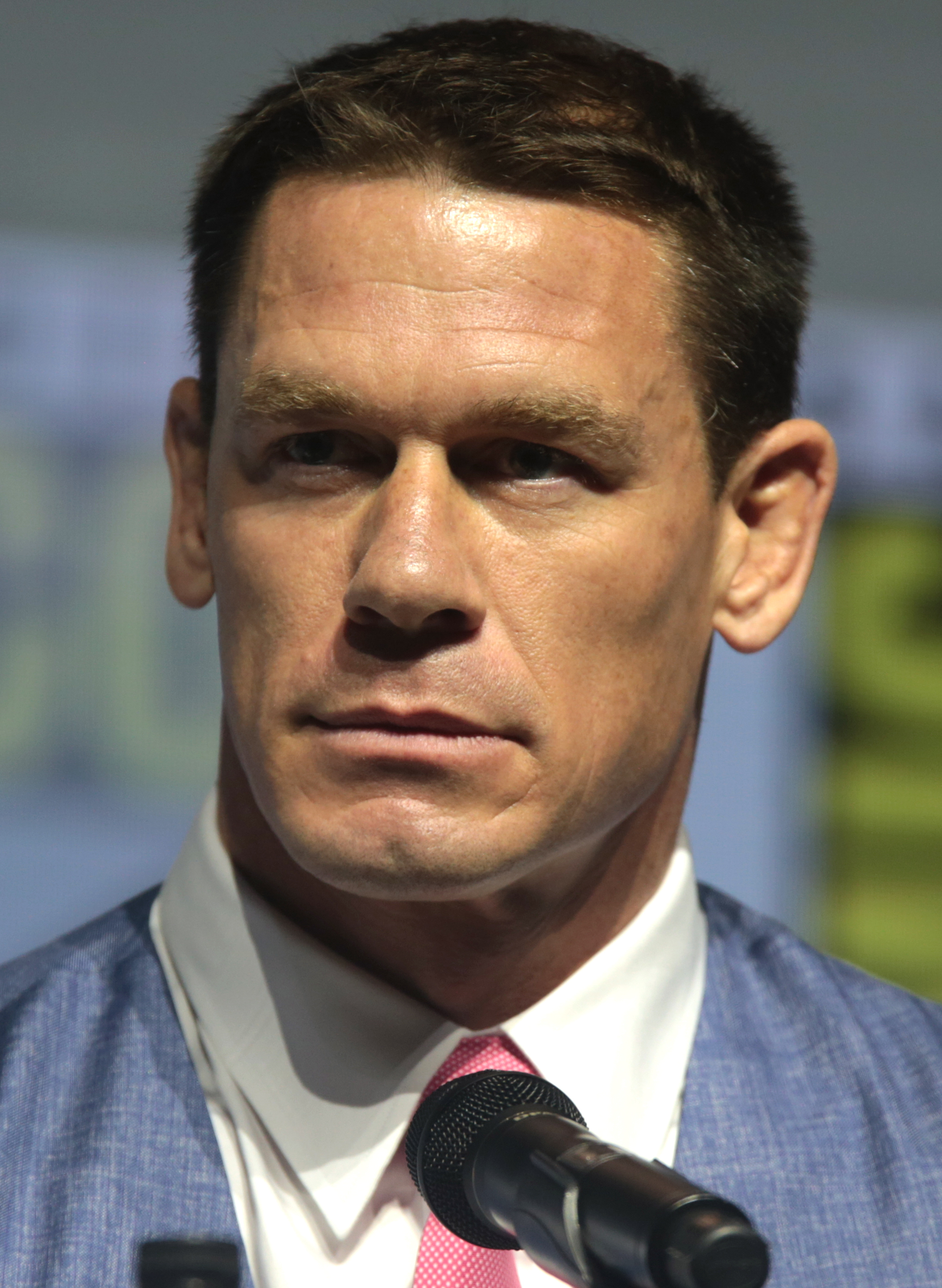
El luchador profesional y actor John Cena retrata a Peacemaker en el DCEU como un "capitán América idiota".

Entre los nuevos personajes que formarían parte de la alineación revisada del equipo de la película, James Gunn seleccionó al personaje Peacemaker, creado originalmente por Joe Gill y Pat Boyette para aparecer en las publicaciones de Charlton Comics antes de la absorción del personaje en DC Comics junto con otras propiedades de Charlton en el evento cruzado de 1985 "Crisis on Infinite Earths", que integraría a Peacemaker en el Universo DC principal. Gunn inicialmente estaba buscando a Dave Bautista para el papel, ya que los dos habían colaborado previamente en las películas de Guardians of the Galaxy en  el MCU con la interpretación de Bautista de Drax el Destructor. Sin embargo, Bautista no estaba disponible para el papel debido a que asumió el papel principal de Army of the Dead (2021) de Zack Snyder.
La ex-estrella de la WWE John Cena entró en conversaciones para interpretar al personaje en abril de 2019, ya que Gunn había querido trabajar con Cena al ver su actuación en la comedia romántica Trainwreck (2015), y había estado buscando un papel apropiado para él por un tiempo. Cena había audicionado previamente sin éxito para papeles en películas basadas en Marvel y DC Comics, en particular, fue rechazado tanto para Cable en Deadpool 2 (2018) como para el personaje principal en Shazam! (2019), además de varios roles del MCU. Sin embargo, estaría abiertamente apasionado por trabajar en un proyecto con James Gunn, reflejando en enero de 2022 que,

La única razón por la que obtiene un pase libre es su reputación como narrador. Simplemente no se da por vencido, araña cada pieza, y sé que va a ser bueno, porque comienza desde una página en blanco y eso es todo. Pero siempre lo leo, siempre leo la historia para asegurarme de que uno, me gusta, y dos, cae dentro de mi conjunto de habilidades. Quiero desafiarme a mí mismo, pero no quiero que la primera vez que haga algo esté en la pantalla para un cliente que paga. Quiero practicar y desempeñarme a un nivel que sea de calidad para el consumidor.
John Cena

Durante la promoción de The Suicide Squad, Cena decidió usar el traje de Peacemaker para entrevistas y otros eventos promocionales como una forma de familiarizar a la audiencia con un personaje menos conocido, que era una táctica que había usado anteriormente cuando era luchador profesional.
Después de terminar el trabajo en The Suicide Squad, Gunn comenzó a trabajar en una serie derivada sobre los orígenes de Peacemaker "solo por diversión" durante su aislamiento del COVID-19. Le llevó la idea al productor Peter Safran, a quien DC Films se acercó más tarde para crear una serie derivada de Suicide Squad. La serie Peacemaker finalmente fue recogida por HBO Max en septiembre de 2020, con Gunn escribiendo los ocho episodios de la primera temporada y dirigiendo cinco de ellos. Cena acordó repetir el papel de la serie en 2020, convirtiéndose en productor ejecutivo con Gunn y Safran. Como resultado, Peacemaker, que originalmente estaba destinado a morir en The Suicide Squad, se mantuvo con vida para la serie, y se filmó una escena posterior a los créditos en enero de 2021 para la película con el fin de preparar a Peacemaker, que también comenzó a filmarse alrededor de ese momento. Tras el éxito de la primera temporada, se ordenó una segunda temporada de Peacemaker en 2022.

### Caracterización
Cena describiría a su personaje como "un Capitán América imbécil", y Gunn agregó que el personaje haría todo lo posible para lograr la paz. Al ser elegido, Gunn también le diría a Cena que no leyera ningún cómic que presentara a Peacemaker para desarrollar conocimientos previos con el personaje, ya que tener una noción preconcebida de lo que podría ser el personaje distraería la atención de la historia que Gunn quería contar. Cena parafrasearía a Gunn en una entrevista diciendo, "tienes lo que estoy buscando. Solo sé tú mismo, y si estás dispuesto a tomar la dirección, creo que podemos hacer algo especial". Cena originalmente imaginó al personaje como "un sargento de instrucción, con una personalidad al estilo de Full Metal Jacket", y se le dijo al actor que cambiara de dirección y enfatizara su "lado bienhechor" unos 20 minutos después de filmar su primera escena disfrazado. Cena, durante la misma entrevista, contrastaría su carrera como actor en lo que respecta a este papel, con su carrera como luchador profesional, afirmando que "Siempre que interpreto un papel en una película, nunca soy yo mismo. Mientras que la WWE es lo extraño que muchas veces tienes que crear una extensión de ti mismo porque la narrativa es demasiado larga".
A pesar de ser retratado como farisaico, impulsado por el deber y egoísta en El Escuadrón Suicida y continuar haciendo alarde de esa fachada en Peacemaker, Smith es en realidad un hombre quebrantado y que se odia a sí mismo tratando de encontrar un propósito en el mundo, pero es demasiado atormentado por las horribles acciones que cometió para adaptarse a un entorno normal. El tiempo de Smith con 11th Street Kids, como se muestra en la serie, le permite aceptar lentamente sus demonios del pasado y reconsiderar su visión del mundo, mostrando su lado vulnerable más a menudo a los demás y aprendiendo a procesar sus emociones reprimidas, pero también convirtiéndose en más inestable emocionalmente y propenso a estallidos de ira. Los espectadores notaron que Peacemaker recibió menos desarrollo de personajes en The Suicide Squad en comparación con otros personajes como Robert DuBois/Bloodsport, Cleo Cazo/Ratcatcher 2 y King Shark, y que Peacemaker se consideró "irredimible" en la película, pero esto fue intencionado por Gunn para establecer el desarrollo del personaje en su serie homónima. Gunn usó la serie como una oportunidad para explorar problemas mundiales actuales a través del personaje principal, además de ampliar su relación con su padre, a la que se alude en la película.
La decisión de convertir a Smith en bisexual, confirmada por el penúltimo episodio de la primera temporada de Peacemaker, fue planteada por Cena, según Gunn. Afirma que "Peacemaker es un personaje interesante porque está muy jodido en muchos sentidos, y luego en otros, es un poco extrañamente progresista. John improvisa todo el tiempo, y acaba de convertir a Christopher Smith en este tipo hipersexualizado que está abierto a cualquier cosa sexual. Me sorprendió eso. Pero pensé: 'Supongo que tiene sentido que este tipo no sea unidimensional'". Cena examinó la historia del personaje en los cómics y determinó que con las luchas y dificultades de la infancia de Christopher Smith, estaría "dispuesto a hacer cualquier cosa hasta cierto punto".

## Biografía del personaje ficticio

### Primeros años de vida
Christopher "Chris" Smith nació en Evergreen, condado de Charlton en el estado de Washington, hijo de August "Auggie" Smith, un ex soldado convertido en ex justiciero que operaba bajo el alias de White Dragon, que era infame por su naturaleza de supremacista blanco y sus creencias de carácter neonazi. También tenía un hermano llamado Ketih con quien compartía su pasión por la música. Auggie entrenó a Chris para matar a una edad temprana en contra de su voluntad, distorsionando permanentemente su sentido de la moralidad. Chris pronto causaría accidentalmente la muerte de Keith, a quien Auggie favorecía mucho sobre Chris, en una pelea por diversión organizada por su padre, lo que llevó a repudiarlo de por vida y traumatizar a Chris.
A medida que crecía, Chris se volvió mentalmente inestable y juró mantener la paz a toda costa, independientemente de los medios que usaría para lograrlo y de cuántas personas tendría que matar. En busca de esto, crea su propio uniforme y adopta el alias "Peacemaker" mientras comienza su búsqueda de justicia a su manera. En el camino, Chris se hace amigo del luchador local contra el crimen Adrian Chase, también conocido como "Vigilante" y se encuentra en persona con los futuros miembros de la Liga de la Justicia, Flash y Wonder Woman; una de sus primeras actividades importantes incluye la detención de un criminal llamado "Kite Man". Después de que comienza a matar criminales y otros civiles en nombre de la paz, Chris es arrestado y sentenciado a 30 años en la penitenciaría de Belle Reve.

### Integrando la Fuerza Especial X y Proyecto Starfish
Mientras está encarcelado, Chris es reclutado por la directora de A.R.G.U.S., Amanda Waller, en un equipo de ataque autorizado de forma privada de metahumanos y criminales encarcelados con el nombre en código "Fuerza Especial X", también conocidos como "Escuadrón Suicida". El escuadrón tiene como misión viajar a Corto Maltese, un país sudamericano para eliminar a un régimen antiestadounidense que ha derrocado al gobierno de la isla y destruir un laboratorio de la era nazi llamado Jötunheim, que contiene el experimento secreto "Proyecto Starfish". Después de que una facción de miembros del equipo liderada por el Coronel Rick Flag fuera eliminado rápidamente en acción, Chris, junto con sus camaradas, Robert DuBois / Bloodsport, Cleo Cazo / Ratcatcher 2, Nanaue / King Shark y Abner Krill / Polka-Dot Man, se infiltran en el país desde una playa separada del equipo de Flag; sin saber que este y Harley Quinn, los únicos sobrevivientes fueron capturados por Freedom Fighters, un grupo de resistencia de Corto Maltese y el nuevo gobierno de la isla, respectivamente.
El segundo escuadrón ubica a Flag en un campamento base del movimiento de resistencia y convence a la líder de la rebelión, Sol Soria, para que los ayude en el conflicto que se avecina. Después de recuperar a Quinn de un complejo ocupado por el régimen de Corto Maltese, capturan al científico principal a cargo del Proyecto Starfish, Gaius Grieves, más conocido como el Pensador, quien los ayuda a irrumpir en Jötunheim, lo que permite a Chris, Harley, DuBois, Krill y Nanaue instalar explosivos para destruir el laboratorio mientras Flag y Cleo acompañan al científico a su laboratorio.
El Pensador les revela a Flag y Cleo que el Proyecto Starfish involucró la captura y experimentación de un ser extraterrestre conocido como Starro, quien fue traído a la Tierra por el gobierno de los EE. UU., que había financiado el proyecto en secreto durante décadas, después de hacer un trato secreto con el gobierno de Corto Maltese, mientras utilizaba a miles de ciudadanos de la isla como sujetos de prueba involuntarios. Flag, horrorizado por las implicaciones éticas, decide tomar el disco duro que contiene los detalles del proyecto y filtrarlo como evidencia. Sin embargo, es confrontado y asesinado por un Chris arrepentido, que estaba secretamente bajo las órdenes de la propia Waller para encubrir la participación de los EE. UU. en el proyecto. Mientras una escaramuza entre los otros miembros del escuadrón y el ejército de Corto Maltese lleva a que Krill detone prematuramente los explosivos, Cleo trata de escapar pero Chris intenta ejecutarla. DuBois interviene, salva a Cazo y le dispara a Chris, dejándolo con heridas casi fatales mientras Cleo, DuBois y el resto de sus compañeros de equipo huyen de las instalaciones en ruinas con la unidad.
Mientras los miembros restantes del Escuadrón matan al ahora liberado Starro y salvan a Corto Maltese, se envía un grupo separado de Belle Reve para recuperar a Chris de las ruinas de Jötunheim y devolverlo al condado de Charlton. Tras la derrota de Starro y la disolución del escuadrón, dos de los asociados de Waller, John Economos y Emilia Harcourt, visitan el Hospital Evergreen para comprobar la recuperación de Chris, y Harcourt proclama que mantenerlo con vida es importante, ya que será necesario para "salvar el mundo de nuevo".

### Proyecto Butterfly

#### Conociendo a Clemson Murn y encuentro con una mariposa
Cinco meses después, Chris es dado de alto de cuidados intensivos y regresa a su casa rodante cercana; sin embargo es abordado por un equipo formado por Economos, Harcourt y la nueva recluta y la hija de Waller, Leota Adebayo, quienes son liderados por un informante de Waller llamado Clemson Murn, a quien Chris reconoce por su papel de mercenario. Murn informa a Chris y al equipo sobre extraterrestres parásitos con nombre en código Butterflies y organiza una reunión de grupo más tarde esa noche. Chris luego visita a Auggie, quien le proporciona cascos nuevos a su hijo, además lo vuelve a rechazar mientras trataba de contarle su misión en Corto Maltese. Después de la sesión informativa, Chris se involucra en una aventura de una noche con Annie Sturphausen, quien sin que él lo sepa, está poseída por una Butterfly y lo ataca. Él la mata usando su "casco de explosión sónica", pero la policía local, encabezada por los detectives Sophie Song y Larry Fitzgibbon, es alertada del incidente e investiga. Harcourt y Adebayo ayudan a Chris a evadirlos mientras que Economos incrimina accidentalmente a Auggie en el crimen, lo que lleva al arresto y encarcelamiento involuntario de este último.

#### Asesinando a la familia Goff
Al ser rechazado por el equipo tras el incidente, Chris regresa a casa y se encuentra con Chase, con quien pasa el rato explotando objetos; en ello, descubren colectivamente que un dispositivo que pertenece a Sturphausen y que Chris se llevó del lugar, es en realidad una nave espacial en miniatura. Al día siguiente, Murn informa al equipo sobre su primera misión de operaciones, y les indica que deben asesinar al senador de los Estados Unidos Royland Goff y su familia, quienes se presume que son Butterflies. Smith y Harcourt se infiltran en la casa de Goff, pero Chris duda en ejecutar a la familia de Goff. Chase, quien los había seguido, se ofrece como voluntario para hacerlo, pero antes de que pueda matar a Goff, el equipo es atacado por el guardaespaldas de Goff, Judomaster, quien noquea a Harcourt y captura a Chris y Chase para interrogarlos. Goff intenta incitar a Chris a confesar información torturando a Chase, pero intervienen Harcourt, Murn y Adebayo, lo que le permite a Chris liberarse y matar a Goff mientras Economos incapacita a Judomaster que escapaba de los hechos. Después de que una mariposa emerge del cadáver de Goff, Chris la captura en secreto y afirma que la mató.

#### interrogando a Judomaster
Mientras el equipo lleva a Judomaster a su escondite para interrogarlo, Chris y Chase se enteran del arresto de Auggie. A pesar de que Murn y Adebayo lo persuade para que no lo vea, Chris visita a Auggie en prisión, donde le comenta sobre la misión que esta emprendiendo; este último lo vuelve a despreciar y amenaza con exponer el Proyecto Butterfly a las autoridades. Después de esto, Chris y Adebayo descubren a Judomaster en medio de una fuga. Luego de una larga confrontación entre Chris y Judomaster, Adebayo dispara abruptamente a este último cuando está a punto de revelar el verdadero propósito de las Butterflies. Desilusionado, Chris regresa a su tráiler y se lamenta por tener que matar a Flag y la muerte de Keith.

#### Infiltración de Glan Tai y toma de posesión de Butterfly
Auggie declara su inocencia a Song, quien deduce que Chris mató a Sturphausen. Al mismo tiempo, se informa a Chris sobre la naturaleza parasitaria de las mariposas y su deseo de alimentarse de un fluido similar al ámbar. Un descubrimiento que hizo Adebayo la noche anterior lleva al Proyecto Butterfly a la planta embotelladora de Glan Tai, donde matan a los trabajadores poseídos por las Butterflies y a un gorila también poseído que se escapó del zoológico; las acciones de Chris hacen que se gane el respeto del equipo, pasando a llamarse "11th Street Kids" como símbolo de su creciente amistad. Mientras se unen en el camino de regreso, Chris invita a Adebayo a su tráiler, donde secretamente reemplaza su diario personal con una réplica bajo instrucciones de Waller, aunque luego se arrepiente.
Song organiza la liberación de Auggie y el arresto de Chris, para consternación del agente Casper Locke, quien colabora en secreto con Murn sin que el resto del equipo lo sepa. La mariposa Goff intenta comunicarse con Chris y Chase justo cuando la policía de Evergreen viene a arrestarlo. Mientras escapa al escondite del Proyecto Butterfly con la ayuda de Locke, Chase deja caer accidentalmente el frasco que contiene a "Goff", lo que le permite escapar, matar y poseer a Song mientras Locke recupera el diario de Chris. Mientras Economos rastrea las actividades de las Butterflies hasta el Rancho Coverdale, donde el equipo sospecha que están utilizando una larva alienígena gigante, o "vaca", para producir el fluido en masa, Adebayo se siente culpable por ocultarle información confidencial sobre la operación a Chris y Waller; además descubrió que Murn es una mariposa rebelde llamada Ik Nobe Lok, de la que Harcourt y Economos ya están al tanto, que quiere evitar que su propia especie, que vino a la Tierra después de que su propio planeta se destruyera, pretenda esclavizar a la humanidad, también él reveló que la mariposa Goff es en realidad la reina, Eek Stack Ik Ik. En otra parte, "Goff" convoca a un ejército de Mariposas para poseer al Departamento de Policía de Evergreen y a todos los presos del Centro Correccional de Evergreen, mientras que Auggie reúne a un grupo de seguidores y vuelve a asumir su alias de White Dragon para matar a Chris, quien ve una transmisión de televisión en la que un poseído Locke, lo incrimina públicamente usando su "diario" y pide su arresto.

#### Frente a su padre y la vaca
Sintiéndose traicionado por sus compañeros, Chris decide encontrar y eliminar él mismo a la "vaca", teniendo ayuda de Chase y Economos. Sin embargo, el equipo es interceptado por Auggie y sus seguidores. El águila mascota de Chris, Eagly, intenta salvar a Chris solo para ser herido por Auggie, quien casi mata a Chris. Chase expone un punto débil en la armadura de Auggie, lo que le permite a Chris dominarlo y tras vacilar, matarlo de mala gana, provocándole un shock emocional. Los miembros del Projecto Butterfly se reúne en una clínica veterinaria cercana, donde Eagly recibe tratamiento por sus heridas y se enteran de que "Murn" fue asesinado por los policías poseídos por las Butterflies. El equipo elige a Harcourt como su nueva líder, quien les informa sobre el objetivo de las Mariposas de teletransportar a la "vaca" a otro enclave y salir para detenerlos. En el camino al Rancho, Adebayo trata de pedirle perdón a Chris, pero este rechaza sus palabras.
Al llegar a Rancho Coverdale y después de que Chris y Chase se enteraron de la verdadera ascendencia de Adebayo y la verdadera identidad de "Murn", el equipo improvisa un plan debido a la escasez de tiempo. Después de que Economos no logra matar remotamente a la vaca infiltrándose en la granja, Chris, Harcourt y Chase lanzan un ataque frontal, eliminando a varias mariposas, aunque Harcourt y Chase resultan gravemente heridos. Mientras tanto, Smith persigue y se enfrenta a "Goff", quien intenta convencerlo de la causa de las Butterflies al revelar que estas  originalmente vinieron a la Tierra en busca de refugio antes de darse cuenta de que el planeta estaba a merced de los humanos que intentaban sacar provecho de sus recursos y cambian sus objetivos al asimilar a la humanidad y guiarla hacia la paz. Agraviado, Chris lanza a Adebayo a la Vaca usando su casco de "torpedo humano" para que ella pueda destruirlo mientras él mata a Butterfly-Locke y el cuerpo de Song, perdonando a "Goff". Además, recrimina a la Liga de la Justicia por llegar tarde a ayudarlos, especialmente a Aquaman.
Posteriormente, Harcourt, Economos y Chase se someten a tratamiento médico mientras Adebayo y Chris hacen las paces. Inspirada, filtra públicamente el papel del Proyecto Butterfly y Waller en la Fuerza Especial X, limpiando el nombre de Chris. Tras la misión, Chris sigue su vida normal visitando y apoyando a Harcourt y trabajando con Chase; sin embargo, cuando regresa a casa con Eagly y "Goff", una alucinación de Auggie lo persigue.

## Recepción

### Reseñas
La interpretación de Cena de Christopher Smith / Peacemaker en sus apariciones en el DCEU ha recibido reacciones positivas. Hablando sobre su actuación en The Suicide Squad, Katie Rife, escribiendo para The AV Club, declaró que "Cena una vez más demuestra ser un actor de comedia talentoso" en el papel, describiendo al personaje como una "figura de acción viviente". Justin Chang de Los Angeles Times agregaría además que la actuación de Cena como su personaje "irónicamente llamado" terminó agregando "a un conjunto excelente y un hábil equilibrio de cerebro, corazón y otras vísceras". Al comentar sobre la química entre Peacemaker de Cena y el personaje de Idris Elba, Robert DuBois / Bloodsport, Richard Trenholm de CNET observó que un aspecto positivo constante a lo largo de la película fue que "la pareja choca hilarantemente mientras intentan superarse en creatividad homicida", elogiando además a Cena por ser "tan bueno y tan divertido como el tenso Pacificador, parece un actor completamente diferente del bloque de madera que se cayó de la pantalla con un golpe sordo en Fast and Furious 9 de este año". 
Los críticos también dieron la bienvenida a la actuación de Cena en Peacemaker al año siguiente. La escritora de IGN, Samantha Nelson, observó la progresión en la caracterización de la serie y consideró que "Peacemaker se convierte rápidamente en un personaje significativamente más comprensivo que en la película de Gunn, incluso si exaspera a sus compañeros de equipo, como el director de Belle Reve, John Economos (Steve Agee), a quien Peacemaker acusa constantemente de teñirse la barba". Ella comenta además que "Cena tiene un gran sentido del humor y aparentemente no se avergüenza cuando interpreta a un talón triste cuyo mejor amigo es su compañero águila calva, Eagly". Charles Bramesco de The Guardian destacó a Cena como "el atributo más fuerte del programa", atribuyéndolo a "su musculatura venosa que le da un peso muy necesario a los enfrentamientos que fallan al aumentar el CGI de aspecto plástico". Compara la presencia y la destreza de Cena en la serie con la comedia física, reiterando que "el bajo se ha vuelto rojo cada vez que golpea una pared o un piso, dejándonos sentir la pesadez de su cuerpo de elefante. También se adapta bien al papel de un actor cómico en ciernes, su bravuconería de hombre alfa encaja perfectamente con las travesuras de segundo año de Gunn".